# Ligne 15 du métro de Pékin
La ligne 15 est l'une des 25 lignes du réseau métropolitain de Pékin, en Chine.

## Tracé et stations
Située dans le nord de l'agglomération, la ligne relie Qinghuadongluxikou, à l'ouest dans le district de Haidian, à Fengbo, à l'est dans le district de Shunyi. La totalité du parcours est effectuée en 60 minutes. Elle est en correspondance avec les lignes 5, 8, 13 et 14.

## Histoire
La première section de la ligne, entre Wanging-Ouest et Houshayu est mise en service le 30 décembre 2010, suivie du prolongement jusqu'à Fengbo le 31 décembre 2011 puis un deuxième en direction de Qinghuadongluxikou le 28 décembre 2014.